# Бджоляна трава війчаста
Бджоляна трава війчаста, ельшольція війчаста (Elsholtzia ciliata) — вид рослин з родини глухокропивових (Lamiaceae), поширений у тропічній та помірній Азії.

## Опис
Однорічна рослина 20–60 см. Рослина з колосоподібним одностороннім суцвіттям. Листки овально-ланцетні, городчато-пилчасті, як і стебло, коротко запушені. Приквіткові листки загострені, на краях війчасті, довші, ніж квітки. Віночок майже правильний, з 4-лопатевим відгином, близько 4 мм завдовжки, ліловий. Тичинок 4, з них 2 передні довші, видаються з віночка. Горішки жовто-коричневі, довгасті, ≈ 1 мм.

## Поширення
Поширений у тропічній та помірній Азії; натуралізований у Європі, США, Канаді.
В Україні вид зростає на берегах річок і як бур'ян у садах і городах — на б. ч. території, крім Степу і Криму, спорадично. На Закарпатті вперше виявлена натуралістом Іштваном Лаудоном у 1893 році 

## Використання
Лікарська, ефіроолійна рослина.